# چور (مریوان)
چور (مریوان)، روستایی از توابع بخش مرکزی شهرستان مریوان در استان کردستان ایران است. این روستا در 20 کیلومتری جنوب شرقی مریوان قرار دارد.

## جمعیت
این روستا در دهستان سرکل قرار دارد و براساس سرشماری مرکز آمار ایران در سال ۱۳۸۵، جمعیت آن ۶۱۷ نفر (۱۵۱خانوار) بوده‌است.

## جاذبه فرهنگی
مزار ملا ابوبکر مصنف چوری در این روستا قرار دارد.
کوه زیبای قه له به رد نیز در این روستا قرار دارد.

## برافروختن آتش نوروز
این روستا به خاطر استقبال مردم از نوروز و برافروختن آتش همراه با رقص و پایکوبی شهره گشته است. در نوروز ۱۳۹۷ تصاویر جشن نوروز مردم این روستا در بسیاری از خبرگزاری های ملی پخش شد که مورد استقبال قرار گرفت.